# Geschäftshaus Vorsorge Versicherung
Das Geschäftshaus Vorsorge Versicherung (früher auch Vorsorge-Haus genannt) in Bremen-Mitte, Schlachte 32 / Bürgermeister-Smidt-Straße 130/132 / Langenstraße 62, stammt von 1964.
Das Gebäude wird aktuell (2023) als Verwaltungs- und Geschäftshaus genutzt.
Das Gebäude steht seit 2023 unter Bremischem Denkmalschutz.

## Geschichte
Das siebengeschossige teils verklinkerte Gebäude, davon eines als Staffelgeschoss, eines als Sockelgeschoss mit Läden und Bars sowie mit dem dominanten Flachdach und dem nördlichen Überstand, wurde 1964 nach Plänen von Hanns Dustmann (Düsseldorf) gebaut; Architekt Heribert Nadolle (Bremen) hatte die Bauleitung. In dem Haus befinden sich Büros verschiedener Firmen und Kanzleien, Läden, Café, Bars und einige Wohnungen.
Das Haus gehört zum denkmalgeschützten Ensemble Schlachte, zu dem die Häuser Argo-Haus, Dampfschifffahrts-Gesellschaft „Neptun“, Plump und Heye, J.H. Bachmann, Schünemannhaus, Gollücke & Rothfos und die St.-Martini-Kirche mit dem Neanderhaus gehören.
Dustmann wurde u. a. bekannt für die Planungen vom Victoria-Areal mit Café Kranzler und dem Bilka-Warenhaus in Berlin, das RWE-Hochhaus in Essen und das Sparkassen-Hochhaus in Dortmund.